# Гувернорат Џенин
Гувернорат Џенин (арап. محافظة جنين) је један од 16 палестинских гувернората. Покрива северни крај Западне обале, укључујући подручје око града Џенин, који је главни град округа (мухфаза).
Према попису Палестинског централног бироа за статистику из 2017. године, гувернорат је имао 314.866 становника. Ово је повећање у односу на пријављено становништво од 256.619 у попису из 2007. године које живи у 47.437 домаћинстава. 100.701 становник (или 39%) је био млађи од 63 године (или 31%) и регистроване су избеглице. Према попису Палестинског централног бироа за статистику из 1997. године, гувернорат је имао 195.074 становника.
То је једини гувернорат на Западној обали у којој је већина контроле земљишта под палестинским националним властима. Четири израелска насеља су евакуисана као део израелског једностраног плана раздруживања 2005. године.

## Историја
Године 1517, када је османски султан Селим I анексирао ову област, она је додељена као феуд емиру Тарабају ибн Караџи, поглавици Бани Харета, који је подржавао Османлије доприносећи водичима и извиђачима. Тарабају је додељена територија Санџак („Округ“) Лаџун, који је био део провинције Дамаск, а обухватао је долину Језрил, северну Самарију и део северно-централне обале Палестине као своју територију. Ова област се звала „Билад Харита“ и састојала се од четири под-округа (Џенин, Сахел Атлит, Шара и Шафа), и обухватала је укупно 55 села, укључујући Хаифу, Џенин и Бајсан.
Након распада Турабајског Емирата, регион који је касније формирао Гувернорат Тубас припао је Џабал Наблусу. Као и други региони периферног залеђа Наблуса, пратио је провинцијски центар, вођен блиском мрежом економских, друштвених и политичких односа између Наблусових урбаних угледника и околине града. Уз помоћ руралних трговинских партнера, ови урбани угледници успоставили су трговачке монополе који су трансформисали аутаркичну економију Џабала Наблуса у тржиште вођено извозом, испоручујући огромне количине готовинских усева и готових производа на офф-схоре тржишта. Повећана потражња за овом робом у урбаним центрима Османског царства и у Европи подстакла је демографски раст и ширење насеља у низинама које окружују Џабал Наблус.

Током првих шест месеци Прве интифаде, израелска војска је убила 59 људи у провинцији Џенин.

## Места

### Градови
- Џенин (укључујући и истоимени избеглички камп)
- Кабатија

### Општине
- Ајах
- Араба
- Буркин
- Дахијат Сабах ал-хеи
- Деир Абу Даиф
- Џаба
- Кафр Дан
- Кафр Раи
- Меиталун
- Силат ал-Харитија
- Силат ал-Дахр
- Јабад
- Ал-Јамун
- Забабдех